# Jaguares de Córdoba Fútbol Club
Maillots
Actualités
Le Jaguares de Cordoba est un club colombien de football, basé à Montería. Le club évolue en championnat de Colombie.

## Histoire
Les origines des Jaguares de Córdoba remontent au club Girardot Fútbol Club (es), qui a été fondé en 1995. Le propriétaire et président du club, Nelson Soto Duque, décide de déménager  à Palmira en 2009 en raison d'un manque de soutien financier, renommant le club Deportes Palmira (es). Comme la situation financière ne s'est pas avérée plus facile, le club a ensuite déménagé à Buenaventura après seulement un an et a été rebaptisé Pacífico Fútbol Club (es). Pour des raisons similaires, le déménagement à Sincelejo a eu lieu en 2011 et le changement de nom en Sucre F.C. (en). Cependant, lorsque les accords conclus là-bas n'ont pas non plus été respectés, Soto Duque a décidé de déménager à Montería, où a commencé son projet avec les Jaguares de Córdoba.
Les Jaguares de Córdoba commencent la saison 2013 en deuxième division. En 2014, le club termine à la quatrième place du tournoi d'ouverture mais se qualifie pour le tournoi final et le remporte se qualifiant ainsi pour la finale du championnat. Lors de la finale contre le vainqueur du tournoi de clôture, Deportes Quindío, la défaite 2 à 0 du match aller est effacée par une victoire 3 à 0, les Jaguares sont champion de deuxième division et promus en première division.
Lors de la première année en première division, dans la Primera A 2015, les Jaguares jouent principalement contre la relégation qu'ils évitent de justesse.
Après une deuxième saison, où le club est également au fond du classement, lors du tournoi d'ouverture 2017, les Jaguares se qualifient pour le tour final pour la première fois en tant que cinquième de la phase de championnat. En quart de finale, le club est éliminé par l'Atlético Nacional. Dans le tournoi de clôture, les Jaguares se qualifient de nouveau pour le tour final, où ils seront également éliminés dans les quarts de finale par l'Independiente Santa Fe. Néanmoins, la huitième place au classement cumulé est synonyme  de première qualification pour une compétition continentale, la Copa Sudamericana 2018.
En Copa Sudamericana, les Jaguares sont éliminés au premier tour par le club uruguayen de Boston River.